# Marco Ferrari
Marco Ferrari (ur. 27 listopada 1932 w Bergamo, zm. 23 listopada 2020 w Cassano Magnago) – włoski duchowny rzymskokatolicki, w latach 1987–2009 biskup pomocniczy Mediolanu.

## Życiorys
Święcenia kapłańskie przyjął 28 czerwca 1959. 8 września 1987 został mianowany biskupem pomocniczym Mediolanu ze stolicą tytularną Mazaca. Sakrę biskupią otrzymał 18 października 1987. 10 stycznia 2009 przeszedł na emeryturę.
Zmarł na COVID-19.